# جمال المراكبي
جمال أحمد السيد المراكبي الرئيس العام السابق لجماعة أنصار السنة المحمدية بمصر وعضو مجلس شورى العلماء، من مواليد 26 أغسطس 1956 بمركز بلبيس، محافظة الشرقية، ويقيم حالياً بمدينة العاشر من رمضان.

## الدرجة العلمية
دكتوراه في الحقوق من جامعة عين شمس

## أهم الشيوخ والتلاميذ
تربى الشيخ في مساجد أنصار السنة ومن أهم مشايخه فضيلة الشيخ محمد صفوت نور الدين وفضيلة الشيخ صفوت الشوادفي والشيخ أحمد فهمي وأما تلاميذه فهم كثيرون تخرجوا من معاهد إعداد الدعاة في مختلف أنحاء الجمهورية منهم الشيخ راجي نور الدين وهو مدير دار القرآن بالعاشر من رمضان والشيخ محمود بدور من دعاة أنصارالسنة ببلبيس والشيخ خالد فتحي من دعاة أنصارالسنة وصاحب برنامج فتاوى بقناة الخليجية وغيرهم الكثيرين.

## التدرج الدراسي
- ليسانس الحقوق جامعة الزقازيق 1979 م
- دبلومة في الشريعة الإسلامية 1984 – 1985
- دبلومة في القانون العام 1985- 1986

وهما معاً تعادلان درجة الماجستير في كلية الحقوق.
- دكتوراه في الحقوق ((القانون العام الإداري والدستوري)) عام 1991 م وكان موضوع الرسالة ((الخلافة الإسلامية بين نظم الحكم المعاصرة))

## التدرج في المناصب بجماعة أنصار السنة
- رئيس لجنة الدعوة بفرع بلبيس
- عميد معهد إعداد الدعاة بجماعة أنصار السنة المحمدية سابقاً
- عضو لجنة الفتوى بالجماعة منذ عام 1990 وحتى الآن.
- رئيس تحرير مجلة التوحيد.
- المشرف العام على مجلة التوحيد.
- نائب الرئيس العام للجماعة.
- الرئيس العام للجماعة.
- رئيس مجلس شورى علماء أنصار السنة منذ إنشاء المجلس عام 1432هـ - 2011م.
- عضو مجلس شورى العلماء.

## البحوث المنشورة
- الخلافة الإسلامية بين نظم الحكم المعاصرة (رسالة دكتوراه)
- رمضان شهر الخيرات
- كتاب الفتاوى

## البحوث غير المنشورة
- أحكام أهل البغي.
- مسلسل الفتن.
- فقه الفرائض (الميراث).
- أصول السنة.
- شرح عقيدة السلف أصحاب الحديث.
- شرح بلوغ المرام
- كتاب كفارات ودرجات.
- شرح حائية ابن أبي داوود.
- شرح عقيدة الحافظ عبد الغني المقدسي.
- شرح كتاب التوحيد من صحيح الإمام البخاري.
- شرح كتاب الإيمان من صحيح الإمام مسلم.